# Borgoratto Mormorolo
Borgoratto Mormorolo es una localidad y comune italiana de la provincia de Pavía, región de Lombardía, con 436 habitantes.
Borgoratto Mormorolo limita con los siguientes municipios: Borgo Priolo, Fortunago, Montalto Pavese, Ruino.

## Evolución demográfica
| Gráfica de evolución demográfica de Borgoratto Mormorolo entre 1861 y 2001 |
|                                                                            |
| Fuente ISTAT - elaboración gráfica de Wikipedia                            |